# ميناء أبو فلوس
ميناء أبو فلوس هو ميناء عراقي يقع في أبو الخصيب في محافظة البصرة تديره الشركة العامة لموانىء العراق. أُنشئ الميناء عام 1974 وافتتح عام 1976 وهو من أصغر الموائى العراقية إذ يتكوّن من 3 أرصفة فولاذية طول كل رصيف منها 175 متر وبعرض 18 متر أما طول الواجهة الأمامية للميناء هي 525 متر إضافة إلى رصيف ترابي يستخدم للسفن الاختصاصية.